# Vessey
Vessey is een plaats en voormalige gemeente in het Franse departement Manche in de regio Normandië en telt 397 inwoners (1999).

## Geografie
De plaats maakt deel uit van het arrondissement Avranches. Op 1 januari 2016 werd Vessey opgenomen in de gemeente Pontorson, die hiermee de status van commune nouvelle kreeg. 
De oppervlakte van Vessey bedraagt 12,8 km², de bevolkingsdichtheid is 31,0 inwoners per km².
De onderstaande kaart toont de ligging van Vessey met de belangrijkste infrastructuur en aangrenzende gemeenten.

## Demografie
Onderstaande figuur toont het verloop van het inwonertal (bron: INSEE-tellingen).